# 15939 Fessenden
15939 Fessenden este un asteroid din centura principală de asteroizi.

## Descriere
15939 Fessenden este un asteroid din centura principală de asteroizi. A fost descoperit pe 28 decembrie 1997 la Kitt Peak National Observatory în cadrul proiectului Spacewatch. Asteroidul prezintă o orbită caracterizată de o semiaxă mare de 3,18 ua, o excentricitate de 0,12 și o înclinație de 13,1° în raport cu ecliptica.